# Doutzen Kroes
Doutzen Kroes  (n. 23 ianuarie 1985, Eastermar⁠(d), Tytsjerksteradiel, Provincia Frizia, Țările de Jos) este un top fotomodel neerlandez.

## Date biografice
Doutzen Kroes s-a născut în 23 ianuarie 1985, în Eastermar. Mama ei, Geartsje Leistra a fost asistent medical, apoi profesoară, iar tatăl ei, Johan Kroes, psihoterapeut. În anii 1970, amândoi au fost campioni la patinaj de viteză. Tânără fiind, Doutzen visa să devină, la rândul ei, o profesionistă în patinajul de viteză.
După terminarea școlii în anul 2003, Kroes,  pentru a câștiga ceva bani, trimite câteva fotografii făcute în vacanță, agenției „Paparazzi Model Management” din Amsterdam. Ea va fi în schimb angajată imediat de agenția Sarah Keller, poza ei apărând în diferite reviste. Urmează o carieră ascendentă, Doutzen Kroes va face reclamă pentru Versace, D&G și Fendi. De asemenea apare peste în lume ca reclamă pentru parfumul Eternity produs de firma Calvin Klein, fiind succesoarea fotomodelului Christy Turlington. În anul 2005 debutează la casa de modă Victoria’s Secret Fashionshow, fiind angajată din anul 2008 ca „Angel” (înger). În anul 2006 va apare un film documentar despre viața ei ca model. În branșa modei are contracte cu firme ca: L'Oréal, care  a avut contracte cu top modele ca: Claudia Schiffer, Laetitia Casta, Andie MacDowell, Heather Locklear, sau Natalie Imbruglia. Într-un timp relativ scurt devine un Supermodel solicitat pe piața internațională. Din viața ei privată se poate aminti, că trăiește actual în New York City, copilăria a petrecut-o în provincia Frizia din Olanda. Sporturile ei preferate fiind dansul, patinajul și sporturile nautice.
Doutzen Kroes are o soră mai tânără, care profesează ca nutriționist.